# Iris vinicolor
Iris vinicolor är en irisväxtart som beskrevs av John Kunkel Small. Iris vinicolor ingår i släktet irisar, och familjen irisväxter. Inga underarter finns listade i Catalogue of Life.